# Міжнародні медико-санітарні правила 2005 року
Міжнаро́дні ме́дико-саніта́рні пра́вила 2005 року (скорочено — ММСП 2005 року; іноді Міжнародні санітарні правила; англ. International Health Regulations 2005) — офіційний документ Всесвітньої організації охорони здоров'я (ВООЗ), який був прийнятий 58-ю асамблеєю ВООЗ 23 травня 2005 року. Він регламентує дії всесвітньої системи охорони здоров'я у випадку виникнення різних надзвичайних ситуацій в галузі охорони здоров'я.

## Історичні відомості
Перші санітарні правила були започатковані у 1851 році в Парижі, коли представники (лікарі та дипломати) 12 країн Європи того часу (Австрійської імперії, Великої Британії, Ватикану, Королівства Греція, Іспанської імперії, Португальського королівства, Російської імперії, Сардинського королівства, Сицилійського королівства, Великого герцогства Тосканського, Османської імперії, Другої французької імперії) на Першій міжнародній санітарній конференції прийняли «Першу міжнародну санітарну конвенцію», завданням якої було розроблення заходів щодо захисту територій від холери. Але повноцінної конвенції добитися не вдалося, через що була зібрана друга санітарна конференція теж в Парижі у 1859 році, яка теж не дала узгодження усіх країн. Лише у 1866 році на третій Міжнародній санітарній конференції в Константинополі повноцінно уклали «Міжнародну санітарну конвенцію» і прийняли «Міжнародний карантинний статут». У них встановлено максимальний і мінімальний карантинні періоди для натуральної віспи, чуми і холери, уточнювалися портові санітарні правила і функції карантинних станцій, визначалася важливість своєчасного отримання епідеміологічної інформації в здійсненні міжнародного співробітництва щодо запобігання поширенню інфекційних хвороб. Однак остаточна редакція конвенції та статуту була здійснена тільки в 1892 році. Процес вироблення стратегії боротьби з цими тяжкими хворобами був непростим, про це свідчить той факт, що за 100 років з 1851 року міжнародні конференції для узгодження та змін у конвенції та статуті збиралися 22 рази.
У 1951 році були прийняті перші ММСП на Четвертій сесії Всесвітньої Асамблеї ВООЗ. ММСП 1969 року охоплювали 6 «карантинних хвороб» (чума, холера, натуральна віспа, жовта гарячка, епідемічні висипний і поворотний тифи), в 1973 і в 1981 роках були внесені зміни головним чином для того, щоб скоротити число охоплених хвороб з 6 до 3 (жовта гарячка, чума і холера) і відобразити глобальну ліквідацію натуральної віспи.
З огляду на збільшення міжнародних поїздок і торгівлі, а також виникнення і повторне виникнення нових міжнародних небезпек, пов'язаних з хворобами, 48-я сесія Всесвітньої Асамблеї ВООЗ у 1995 році закликала переглянути деякі положення ММСП, прийняті в 1969 році. Епідемія тяжкого гострого респіраторного синдрому в 2002—2003 роках, в результаті якої в 35 країнах світу було виявлено 8461 випадок хвороби, і як наслідок, 916 осіб загинуло, стала безпосереднім поштовхом для створення нових ММСП, які були прийняті на 58-й сесії Всесвітньої Асамблеї ВООЗ 23 травня 2005 року, а набули чинності 15 червня 2007 року. Основною метою цих нових правил стало «запобігання міжнародному поширенню хвороб, боротьба з ними і прийняття відповідних заходів на рівні суспільної охорони здоров'я».

## Мета і сфера застосування цих ММСП
Лежить у площині запобігання міжнародному поширенню хвороб, захисту від них, боротьбі з ними і прийнятті заходів у відповідь на рівні суспільної охорони здоров'я, які співмірні з ризиками для здоров'я населення та обмежені ними, і що не створюють зайвих перешкод для міжнародних перевезень і торгівлі.

## Принципи ММСП 2005 року
- Ці правила здійснюються з повною повагою до гідності, прав людини і основних свобод людей.
- При здійсненні цих правил керуються статутом Організації Об'єднаних Націй (ООН) і статутом ВООЗ.
- При здійсненні цих правил керуються метою забезпечення їхнього універсального застосування для захисту всіх народів світу від міжнародного поширення хвороб.
- Держави мають відповідно до статуту ООН і принципами міжнародного права суверенним правом приймати та застосовувати закони відповідно до своєї політики в галузі охорони здоров'я. При цьому вони мусять підтримувати цілі цих правил.

## Інновації ММСП 2005 року
ММСП (2005 рік) містять ряд нововведень, зокрема:
- сфера застосування не обмежується будь-якою конкретною хворобою або способом передачі, а охоплює «хворобу або медичний стан, незалежно від походження або джерела, які являють або можуть становити ризик завдання людям значної шкоди»;
- зобов'язання держав-учасників створити певний мінімальний основний потенціал суспільної охорони здоров'я;
- обов'язок держав-учасників повідомляти ВООЗ про події, які відповідно до визначених критеріїв можуть являти собою надзвичайну ситуацію в області суспільної охорони здоров'я, яка має міжнародне значення;
- положення, які уповноважують ВООЗ брати до уваги неофіційні повідомлення про події (повідомлення в суспільних мережах, ЗМІ, тощо), пов'язаних із громадською охороною здоров'я, і отримувати від держав-учасників підтвердження таких подій;
- процедури оголошення Генеральним директором ВООЗ «надзвичайної ситуації у сфері охорони здоров'я, яка має міжнародне значення» і випуску відповідних тимчасових рекомендацій після прийняття до уваги думок Комітету з надзвичайних ситуацій;
- захист прав усіх людей і осіб, які здійснюють поїздки;
- створення системи Національних координаторів із ММСП та Контактних пунктів ВООЗ із ММСП для термінового обміну інформацією між державами-учасниками і ВООЗ.

Застосування ММСП (2005 рік) не обмежується тільки конкретними хворобами, і передбачається, що ММСП збережуть свою відповідність і придатність протягом багатьох років навіть в умовах триваючої еволюції хвороб і факторів, які визначають їхнє виникнення і передачу.

## Повідомлення країною ВООЗ про можливість надзвичайної ситуації
Кожна держава-учасниця оцінює події, що відбулися на її території, за допомогою схеми прийняття рішень, що міститься в Додатку 2 ММСП 2005 року. Кожна держава-учасниця повідомляє ВООЗ за допомогою найефективніших наявних зв'язків через Національного координатора ММСП і протягом 24 годин після оцінки медико-санітарної інформації про всі події, що відбулися на її теренах, які відповідно до схеми прийняття рішення можуть являти собою надзвичайну ситуацію в області суспільної охорони здоров'я, що має міжнародне значення, а також відомості про будь-які медико-санітарні заходи, прийняті країною у відповідь на ці події. Якщо повідомлення, отримане ВООЗ, належить до компетенції Міжнародного агентства з атомної енергії (МАГАТЕ), то ВООЗ негайно повідомляє про це МАГАТЕ.
Після першого повідомлення держава-учасник продовжує пересилати ВООЗ своєчасну, точну і досить докладну медико-санітарну інформацію, яку вона має у своєму розпорядженні, по можливості включаючи визначення випадків, лабораторні результати, джерело і вид ризику, число випадків захворювання і смерті, умови, що впливають на поширення хвороби, і застосовані медико-санітарні заходи. За необхідності країна повідомляє про наявні труднощі та необхідність підтримки з боку ВООЗ, інших закладів у реагуванні на потенційні надзвичайні ситуації в області суспільної охорони здоров'я, що мають міжнародне значення.
Якщо у держави-учасниці є фактичні дані незалежно від походження або джерела інформації про несподівану або незвичайну подію в галузі суспільної охорони здоров'я, яке може створити надзвичайну ситуацію в області суспільної охорони здоров'я, воно надає ВООЗ всю відповідну медико-санітарну інформацію.
ВООЗ може брати до уваги повідомлення з інших джерел, крім звичайних повідомлень або консультацій, і оцінює ці дані у відповідності зі сформованими епідеміологічними принципами, а потім доводить цю інформацію до відома держави-учасниці, на території якої ця надзвичайна подія імовірно трапилася. Перш ніж вжити будь-які дії на основі таких іншоджерельних повідомлень, ВООЗ, відповідно до процедури перевірки консультується з державою-учасницею, на території якої імовірно відбувається подія, і робить спробу отримати від неї офіційне підтвердження. З цією метою ВООЗ надає державам-учасницям отриману інформацію і, тільки якщо це належним чином обґрунтовано, ВООЗ може зберегти конфіденційність джерела. Держави-учасниці протягом 24 годин інформують ВООЗ тією мірою, якою це практично можливо, про отримання даних стосовно ризику для здоров'я населення за межами їх території, що може спричинити міжнародне поширення хвороби і що проявилось у результаті експортованих або імпортованих:
- випадків захворювання людей;
- переносників інфекції або внаслідок контамінації;
- товарів, які заражені (контаміновані).

ВООЗ пропонує державі-учасниці перевірити повідомлення з інших джерел щодо подій, які можуть являти собою надзвичайну ситуацію, яка імовірно відбувається на території цієї держави. У таких випадках ВООЗ інформує відповідну державу-учасницю про те, які повідомлення вона прагне перевірити. Відповідно кожна держава-учасник, на вимогу ВООЗ, перевіряє і надає:
- протягом 24 годин — початкову відповідь на запит ВООЗ або його підтвердження;
- протягом 24 годин — наявну інформацію в галузі суспільної охорони здоров'я про стан подій, згаданих в запиті ВООЗ;

У тих випадках, коли ВООЗ отримує інформацію про надзвичайну ситуацію, вона пропонує співпрацю з відповідною державою-учасницею в
оцінці можливості міжнародного поширення хвороби, можливих перешкод для міжнародних перевезень і адекватності заходів контролю. Така пропозиція може включати співпрацю з іншими організаціями, що займаються розробкою стандартів, а також пропозицію щодо мобілізації міжнародної допомоги з метою надання національним органам підтримки в проведенні або координації оцінок на місцях. На прохання держави-учасниці, ВООЗ надає їй інформацію на підтримку такої пропозиції.
Якщо держава-учасниця не приймає пропозицію про співпрацю, ВООЗ може, якщо це виправдано масштабом ризику для здоров'я населення, повідомити іншим державам ту інформацію, якою вона володіє, продовжуючи пропонувати державі-учасниці співпрацю з ВООЗ з урахуванням думки даної держави.

## Інформація від ВООЗ
ВООЗ направляє в конфіденційному порядку інформацію про надзвичайну ситуацію всім державам-учасницям і, в разі потреби, відповідним міжурядовим організаціям якомога швидше і з допомогою найефективніших наявних засобів ту медико-санітарну інформацію, яку вона отримала і яка необхідна для того, щоб дати державам-учасникам можливість вжити відповідних заходів у зв'язку з ризиком для здоров'я населення. ВООЗ повідомляє іншим державам-учасницям ту інформацію, яка може полегшити їм запобігання подібним інцидентам.
ВООЗ також використовує отриману інформацію для цілей перевірки, оцінки і допомоги відповідно до цих ММСП, і, якщо з державами-учасниками, згаданими в цих положеннях, не узгоджено інше, представляє цю інформацію іншим державам як широко доступну тільки після того, як:
- подія визначена як така, що являє надзвичайну ситуацію в області суспільної охорони здоров'я, що має міжнародне значення, або
- інформація, яка свідчить про міжнародне поширення інфекції або контамінації, підтверджена ВООЗ у відповідності зі сформованими епідеміологічними принципами, або
- є дані, що підтверджують, що:

- заходи проти міжнародного поширення навряд чи будуть успішними через характер контамінації, патогена, переносника або резервуара; або
- у держави-учасниці відсутні оперативні можливості для застосування необхідних заходів щодо запобігання подальшому поширенню хвороби; або

- характер і масштаби міжнародного переміщення осіб, що здійснюють поїздки, багажу, вантажів, контейнерів, перевізних засобів, товарів або поштових посилок, які можуть бути інфіковані або контаміновані, вимагають негайного застосування міжнародних заходів контролю.

ВООЗ проводить консультації з державою-учасником, на території якого відбувається дана подія, про свій намір надати таку інформацію.
Якщо інформація, яку має ВООЗ, надається державам-учасницям відповідно до цих ММСП, ВООЗ може також надати цю інформацію широкому загалу, якщо інша інформація про ту ж подію вже стала загальнодоступною і якщо є необхідність в поширенні авторитетної і незалежної інформації.

## Визнання надзвичайної ситуації у міжнародній системі охорони здоров'я
Генеральний директор ВООЗ визначає на основі отриманої інформації, зокрема від держави-учасниці ВООЗ, на території якої відбувається подія, чи є ця подія надзвичайною ситуацією у сфері охорони здоров'я, яка має міжнародне значення, відповідно до критеріїв і процедури, встановлених у ММСП 2005 року.
Якщо Генеральний директор вважає, на основі оцінки, проведеної відповідно до цих ММСП, що відбувається[надзвичайна ситуація у сфері охорони здоров'я, яка має міжнародне значення, то він консультується з державою-учасником, на території якого відбувається подія, щодо цього попереднього визначення.
Якщо Генеральний директор і держава-учасник згодні з цим попереднім визначенням, Генеральний директор, відповідно до процедури ММСП запитує думки «Комітету по надзвичайної ситуації» про відповідні тимчасові рекомендації.
Якщо після консультації Генеральний директор і держава-учасник, на території якої відбувається подія, не приходять до згоди протягом 48 годин відносно того, чи є подія надзвичайною ситуацією у сфері охорони здоров'я такою, яка має міжнародне значення, рішення приймається відповідно до процедури ММСП, при цьому, зокрема, держава-учасник не має права вимагати відстрочки введення в дію заходів.
При вирішенні питання про те, чи є подія надзвичайною ситуацією у сфері охорони здоров'я, яка має міжнародне значення, Генеральний директор враховує:
- інформацію, представлену державою-учасником;
- особливу схему прийняття рішення, яка міститься в Додатку 2 ММСП;
- думку «Комітету з надзвичайних ситуацій»;
- наукові принципи, а також наявні наукові дані та іншу відповідну інформацію;
- оцінку ризику для здоров'я людини, ризику міжнародного поширення хвороби і ризику створення перешкод для міжнародних перевезень.

Якщо Генеральний директор після консультацій з державою-учасником, на території якої відбувається надзвичайна ситуація у сфері охорони здоров'я, має міжнародне значення, вважає, що ця ситуація завершилася, він приймає рішення про скасування такої міри.

## Рекомендації ВООЗ з приводу надзвичайної ситуації, що виникла

### Тимчасові рекомендації
Якщо було визначено, що відбувається надзвичайна ситуація у сфері охорони здоров'я, що має міжнародне значення, Генеральний директор впроваджує тимчасові рекомендації відповідно з процедурою ММСП. Такі тимчасові рекомендації можуть бути, у відповідних випадках, змінені або продовжені, в тому числі після того, як було визначено, що така надзвичайна ситуація завершилася. У цей момент часу можуть бути зроблені, в разі потреби, інші тимчасові рекомендації для цілей попередження або швидкого виявлення її повторного виникнення.
Тимчасові рекомендації можуть включати медико-санітарні заходи, які повинні здійснюватися державою-учасником, в якому відбувається надзвичайна ситуація у сфері охорони здоров'я, що має міжнародне значення, або іншими державами-учасниками щодо осіб, багажу, вантажів, контейнерів, перевізних засобів, товарів та / або поштових посилок, для запобігання або зменшення міжнародного поширення хвороб і уникнення зайвих перешкод для міжнародних перевезень.
Дія тимчасових рекомендацій може бути припинена в будь-який момент часу і автоматично припиняється через три місяці після їх випуску. Тимчасові рекомендації можуть бути змінені або продовжені на додаткові періоди до трьох місяців. Дія тимчасових рекомендацій не може тривати після другої за рахунком сесії Всесвітньої асамблеї охорони здоров'я з моменту встановлення такої надзвичайної ситуації.

### Постійні рекомендації
ВООЗ може надавати постійні рекомендації про належні медико-санітарні заходи для регулярного або періодичного застосування. Такі заходи можуть застосовуватися державами-учасниками щодо осіб, багажу, вантажів, контейнерів, перевізних засобів, товарів та / або поштових посилок у зв'язку з конкретними існуючими на конкретний момент ризиками для здоров'я населення, з тим щоб запобігти або зменшити міжнародне поширення хвороби і уникнути зайвих перешкод для міжнародних перевезень. У належних випадках ВООЗ може також змінити або припинити дію таких постійних рекомендацій.

### Критерії для рекомендацій
При випуску, зміну або припинення дії тимчасових або постійних рекомендацій Генеральний директор ВООЗ враховує:
1. думки безпосередньо зацікавлених держав-учасників;
2. рекомендацію Комітету з надзвичайних ситуацій або Комітету з огляду, в залежності від конкретного випадку;
3. наукові принципи, а також наявні наукові дані та інформацію;
4. медико-санітарні заходи, які на основі оцінки ризику, що відповідає обставинам, не створюють більших обмежень для міжнародних перевезень і торгівлі, не носять більш інтрузивний характер по відношенню до конкретних осіб, ніж доступні на розумних підставах альтернативні заходи, які забезпечують належний рівень охорони здоров'я;
5. відповідні міжнародні стандарти та документи;
6. заходи, вжиті іншими відповідними міжурядовими організаціями та міжнародними органами;
7. іншу відповідну і конкретну інформацію, що стосується даної події.

Що стосується тимчасових рекомендацій, то прийняття до уваги Генеральним директором підпунктів 5 і 6 може підлягати обмеженням, що накладаються невідкладними обставинами.

## Свідчення про вакцинації або інші профілактичні заходи
Вакцини та профілактичні заходи, що застосовуються щодо осіб, які вчиняють поїздку, на виконання цих ММСП, і пов'язані з ним свідоцтва повинні відповідати положенням ММСП.
 Особі, яка вчиняє поїздку і має свідоцтво про вакцинацію чи інші профілактичні заходи, видане відповідно до стандартів ММСП, не може бути відмовлено у в'їзді в іншу державу внаслідок хвороби, яка вказана у свідоцтві, навіть якщо воно прибуває з зараженого району, за винятком випадку, коли у компетентного органу є піддані перевірці дані та / або факти, які свідчать про те, що вакцинація чи інші заходи профілактики були неефективними.

## Інфекційні хвороби, які підлягають урегулюванню згідно ММСП (2005 року)
У Додатку 2 «Схема прийняття рішень для оцінки і повідомлення про події, які можуть являти собою надзвичайну ситуацію в області громадської охорони здоров'я та має міжнародне значення» цих правил 2005 року включені:
- Хвороби, які є незвичайними або неочікуваними і можуть чинити серйозний вплив на здоров'я населення:

- Натуральна віспа.
- Поліомієліт, який спричинює дикий вірус.
- Людський грип, який спричинює новий підтип людського вірусу, і пташиний грип.
- Тяжкий гострий респіраторний синдром (англ. SARS; ТГРС).
- Коронавірусна хвороба 2019 (англ. Coronavirus Disease 2019; COVID-19).

- Хвороби, які протягом людської історії виявили здатність серйозно впливати на здоров'я людей і швидко поширюватися в міжнародних масштабах:

- Холера.
- Легенева форма чуми (Легенева чума).
- Жовта гарячка.
- Гарячка Ласса.
- Хвороба, яку спричинює вірус Марбург.
- Хвороба, яку спричинює вірус Ебола.
- Гарячка Західного Нілу.

- Інші хвороби, які становлять виняткову національну або регіональну проблему:

- Гарячка денге.
- Менінгококова інфекція.
- Гарячка Рифт Валлі.

1 лютого 2016 року Комітет з Міжнародних медико-санітарних правил визнав хворобу, яку спричинює вірус Зіка, такою, що виявила здатність чинити серйозний вплив на здоров'я населення і може швидко поширюватися в міжнародних масштабах та увійшла до переліку подій, які спричинили та мають високу здатність і надалі спричиняти надзвичайну ситуацію в галузі охорони здоров'я. Таким чином, ВООЗ внесла хворобу до додатка 2 Міжнародних медико-санітарних правил 2005 року (з переглядом 2016 року).
30 січня 2020 року Генеральний директор ВООЗ оголосив спалах нової коронавірусної інфекції, спричиненої новим коронавірусом 2019-nCoV, надзвичайною ситуацією в галузі міжнародної охорони здоров'я і наказав видати Тимчасові рекомендації згідно з Міжнародними медико-санітарними правилами 2005 року. ВООЗ також запропонувала внести до ММСП 2005 року попередню назву хвороби «2019-nCoV acute respiratory disease» (гостра респіраторна хвороба, яку спричинює коронавірус 2019-nCoV).

## Додаток 5 ММСП 2005 року «Конкретні заходи щодо трансмісивних хвороб»
ВООЗ публікує на регулярній основі список районів, в яких рекомендується проводити дезінсекцію або інші заходи боротьби з переносниками трансмісивних інфекцій щодо транспортних засобів, які прибувають з цих районів. Визначення таких районів здійснюється, в залежності від обставин, відповідно до процедур, що стосуються тимчасових або постійних рекомендацій.
Кожний перевізний засіб, який покидає пункт в'їзду, розташований у районі, де рекомендується проводити боротьбу з переносниками, має пройти дезінсекцію і бути вільним від переносників. При наявності методів і матеріалів, рекомендованих ВООЗ для цих процедур, вони підлягають повноцінному застосуванню. Факт наявності переносників на борту перевізних засобів і опис застосовуваних заходів боротьби для їх знищення заносяться:
- у випадку літака — в Медико-санітарну частину Генеральної декларації повітряного судна, якщо тільки компетентний орган аеропорту прибуття не звільняє повітряне судно від її пред'явлення;
- у випадку суден — у Свідоцтво про проходження судном санітарного контролю;
- у випадку інших перевізних засобів — у письмове свідоцтво про обробку, що видається вантажовідправнику, вантажоодержувачу, перевізнику, особі, яка відповідає за перевізний засіб, або їх представникам, відповідно.

Держави-учасниці визнають проведення дезінсекції, дератизації та інших заходів боротьби з переносниками щодо перевізних засобів, прийнятих іншими державами, якщо були застосовані методи та матеріали, рекомендовані ВООЗ.
Держави-учасниці створюють програми боротьби з переносниками інфекційних агентів, які можуть являти собою загрозу для здоров'я населення, на відстані не менше 400 метрів від тих частин споруд пункту в'їзду, які використовуються для операцій, стосуються пасажирів, перевізних засобів, контейнерів, вантажів і поштових посилок, або на відстані, що перевищує мінімальний, в разі більшого радіусу поширення переносників.
Якщо потрібне проведення наступної інспекції з метою підтвердження позитивних результатів застосування заходів боротьби з переносниками, то компетентні органи порту або аеропорту прибуття, що займає можливостями проведення інспекції, повинні бути завчасно проінформовані компетентним органом про цю вимогу. У разі судів це повинно бути зазначено у Свідоцтві про проходження судном санітарного контролю.
Перевізний засіб може вважатися підозрілим на зараження і повинен бути підданий інспекції на предмет виявлення переносників і резервуарів, якщо:
- на борту є підозрілі випадки захворювання на трансмісивну хворобу;
- під час міжнародної поїздки на борту стався можливий випадок трансмісивної хвороби; або
- перевізний засіб покинуло заражений район протягом періоду часу, коли знаходяться на борту переносники все ще могли передавати хворобу.

Держава-учасниця не може забороняти приземлення літака або прибуття судна на своїй території, якщо застосовуються заходи контролю, передбачені в цьому Додатку чи іншим чином рекомендовані ВООЗ. Однак літакам або суднам, прибувають із зараженої зони, може бути запропоновано приземлитися в аеропортах або пройти в інші порти, визначені державою-учасником для цієї мети.
Держава-учасниця може застосувати заходи боротьби з переносниками щодо перевізного засобу, який прибув з району, ураженого трансмісивною хворобою, якщо на його території є переносники такої хвороби.

## Деякі медичні та санітарні терміни, які уточнені в ММСП 2005 року
ММСП 2005 року уточнила багато понять і термінів, зокрема:
- «Дезінсекція» — процедура, відповідно до якої проводять санітарні заходи з боротьби з комахами або зі знищення їх, як переносників хвороб людини, що виявлені у багажі, вантажах, контейнерах, перевізних засобах, товарах і поштових посилках.
- «Дезінфекція» — процедура, відповідно до якої проводять санітарні заходи з боротьби проти інфекційних агентів або зі знищення їх на поверхні тіла людини або тварини, або ж у багажі, вантажах, контейнерах, перевізних засобах, товарах і поштових посилках за допомогою прямого впливу хімічних або фізичних агентів.
- «Деконтамінація» — процедура, відповідно до якої проводять медико-санітарні заходи з метою усунути інфекційний або токсичний агент, який може становити ризик для здоров'я населення, з поверхні тіла людини або тварини, у продукті або на продукті, приготованому для споживання, або на інших неживих предметах, включаючи перевізні засоби.
- «Дератизація» — процедура, відповідно до якої проводять санітарні заходи по боротьбі або знищення гризунів — переносників хвороб людини, які перебувають у багажі, вантажах, контейнерах, на перевізних засобах, на об'єктах, у товарах або поштових посилках в пункті в'їзду.
- «Інфекція» — надходження і розвиток або розмноження інфекційного агента в організмі людей і тварин, які можуть становити ризик для здоров'я населення;
- «Контамінація» — наявність інфекційного або токсичного агента на поверхні тіла людини або тварини, в продукті або на продукті, приготованому для споживання, або на інших неживих предметах, включаючи перевізні засоби, який може становити ризик для здоров'я населення.
- «Резервуар» — тварина, рослина або речовина, в яких зазвичай мешкає інфекційний агент, і присутність якого може становити ризик для здоров'я населення.
- «Заражений» — особи, багаж, вантажі, контейнери, перевізні засоби, товари, поштові посилки або людські останки, які інфіковані або контаміновані або ж переносять джерела інфекції таким чином, що це становить ризик для здоров'я населення.
- «Заражений район» — конкретний географічний район, щодо якого ВООЗ рекомендує прийняти медико-санітарні заходи відповідно до ММСП 2005 року.
- «Ізоляція» — відділення хворих або заражених осіб або заражених контейнерів, перевізних засобів, багажу, товарів або поштових посилок від інших таким чином, аби запобігти поширенню інфекції або контамінації.
- «Карантин» — обмеження діяльності та/або відділення від інших підозрілих на зараження осіб, які не хворі, або підозрілого на зараження багажу, контейнерів, перевізних засобів або товарів таким чином, щоб запобігти можливому поширенню інфекції або контамінації;
- «Епідеміологічний нагляд» — систематичні і безперервно діючі заходи зі збору, складання та аналізу даних медико-санітарного призначення, своєчасне поширення медико-санітарної інформації у сфері охорони здоров'я для оцінки і проведення необхідних заходів у відповідь на появу загрози.
- «Національний координатор по ММСП» — національний центр, призначений кожною державою-учасником, який доступний в будь-який час для зв'язку з контактними пунктами ВООЗ по ММСП.
- «Медико-санітарний захід» — процедури, застосовувані з метою запобігти поширенню хвороби або контамінації; медико-санітарний захід не включає правоохоронні заходи або заходи щодо забезпечення безпеки.
- «Медико-санітарне спостереження» — контроль за станом здоров'я особи, що здійснює поїздку, протягом певного часу з метою визначення ризику передачі хвороби.
- «Ризик для здоров'я населення» — ймовірність події, яке може несприятливо позначитися на здоров'ї людей, особливо такої, яка здатна поширитися в міжнародних масштабах або являти собою серйозну і безпосередню загрозу.
- «Надзвичайна ситуація у сфері охорони здоров'я, що має міжнародне значення» — екстраординарна подія, яка представляє ризик для здоров'я населення в інших державах в результаті міжнародного поширення хвороби і може зажадати скоординованих міжнародних заходів у відповідь.